# Paola Berenstein
Paola Berenstein Jacques (Río de Janeiro, Brasil, 1968) es una arquitecta y urbanista brasileña que realizó parte de su formación en París. Es investigadora del Laboratorio Arquitectura /Antropología (LAA) de la Escuela Nacional Superior de Arquitectura de París, La Villette.

## Trayectoria
Es una referente del pensamiento crítico en Latinoamérica y desde una perspectiva de género, se ha focalizado en las nuevas teorías y prácticas del cuerpo en el escenario urbano. En su último libro, Elogio aos errantes, propone una "errantología urbana" -entendida como el arte de errar en las ciudades- como medio de lucha contra la creciente espectacularización de la vida urbana contemporánea.
Coordina el grupo de investigación Laboratorio Urbano (Facultad de Arquitectura, Universidad Federal de Bahía), la línea de investigación Procesos Urbanos Contemporáneos (FAUFBA) y es miembro titular del Consejo Académico de Investigación y Extensión de la misma Universidad. También forma parte del directorio de la Asociación Nacional de Posgraduación e Investigación en Planeamiento Urbano y Regional (ANPUR).

## Publicaciones
Entre los libros de su autoría pueden mencionarse :
- Les favelas de Rio (Paris, l'Harmattan, 2001)
- Estética da ginga (Río de Janeiro, Casa da Palavra, 2001)
- Esthétique des favelas (Paris, l'Harmattan, 2003)
- Corpos e cénarios urbanos (2006)
- Elogio aos errantes (2012). https://repositorio.ufba.br/ri/bitstream/ri/7894/3/Elogio_aos_Errantes_RI.pdf

Como coautora escribió:
- Maré, vida na favela (Río de Janeiro, Casa da Palavra, 2002)

Como  editora:
- Apologia da Deriva (Río de Janeiro, Casa da Palavra, 2003)
- Corps et Décors urbains (Paris, l'Harmattan, 2006)
- Corpos e cenários urbanos (Salvador, Edufba, 2006)
- CORPOCIDADE: debates, ações e articulações (Salvador, Edufba, 2010). http://www.corpocidade.dan.ufba.br/#section-publicacoes